# Dolichopus notatus
Dolichopus notatus är en tvåvingeart som beskrevs av Rasmus Carl Staeger 1842. Dolichopus notatus ingår i släktet Dolichopus och familjen styltflugor. Arten är reproducerande i Sverige. Inga underarter finns listade i Catalogue of Life.